# Бивши латински називи за насеља у Војводини
Ово је списак бивших или историјских назива употребљаваних у латинском језику за насеља на простору данашње Војводине (Срема, Бачке и Баната). Списак укључује бивше називе постојећих насеља, као и некадашње називе бивших насеља.
Латински језик је био у службеној употреби на подручју данашње Војводине у различитим временским периодима; најпре у време управе Римског царства, потом у време управе средњовековне Краљевине Угарске, а затим и у време управе Хабзбуршке монархије.

## Бивши латински називи насеља — стари век
Српски назив — бивши латински назив:
- Баноштор / Бононија —
- Бегеч / Онагринум —
- Доњи Петровци / Басијана —
- Земун / Таурунум —
- Нови Бановци / Бургене —
- Петроварадин / Кузум —
- Сремска Митровица / Сирмијум —
- Сремска Рача / Граио —
- Стари Сланкамен / Акуминкум —
- Сурдук / Ритијум —
- Чортановци / Ад Херкуле —

## Бивши латински називи насеља — средњи век
Српски назив — бивши латински назив:
- Апатин —
- Арача —
- Бакшић —
- Банатско Аранђелово —
- Баноштор — ,
- Барич —
- Бартан —
- Бач — ,
- Бачка Паланка —
- Бачки Моноштор —
- Башаид —
- Беркасово —
- Бечеј —
- Бечкерек — , ,
- Биваљош —
- Бистрица —
- Бодрог — ,
- Варадинци —
- Врдник —
- Вршац — , ,
- Горње Сајлово —
- Доње Сајлово —
- Дубовац —
- Думбово —
- Ђурђин —
- Земун — ,
- Ириг —
- Јарак —
- Кикинда — ,
- Ковин — , ,
- Колут —
- Купиник —
- Мокрин —
- Моровић —
- Нештин —
- Панчево — ,
- Параге —
- Петроварадин — , ,
- Рача —
- Сент Мартон —
- Сента —
- Сланкамен —
- Сомбор — ,
- Сонта —
- Сремска Каменица — , ,
- Сремска Митровица — , ,
- Сремски Карловци —
- Суботица — , ,
- Сусек —
- Тител — , , ,
- Футог —
- Харам —
- Черевић — ,

## Бивши латински називи насеља — нови век
Српски назив — бивши латински назив:
- Нови Сад —
- Суботица — ,